# 족장설화
족장설화(族長說話, 히브리어: אבות)는 타나크의 창세기에 나오는 족장들의 이야기를 말한다. 좁게는 아브라함, 이사악, 야곱, 요셉과 그 아들들의 이야기만을 가리키지만, 넓게는 아담부터 아브라함 사이의 이야기를 말한다. 야곱의 아들이자 고대 이집트의 총리였다는 요셉의 이야기인 요셉설화는 토마스 만의 소설 《요셉과 그의 형제들》의 소재가 되기도 했다.

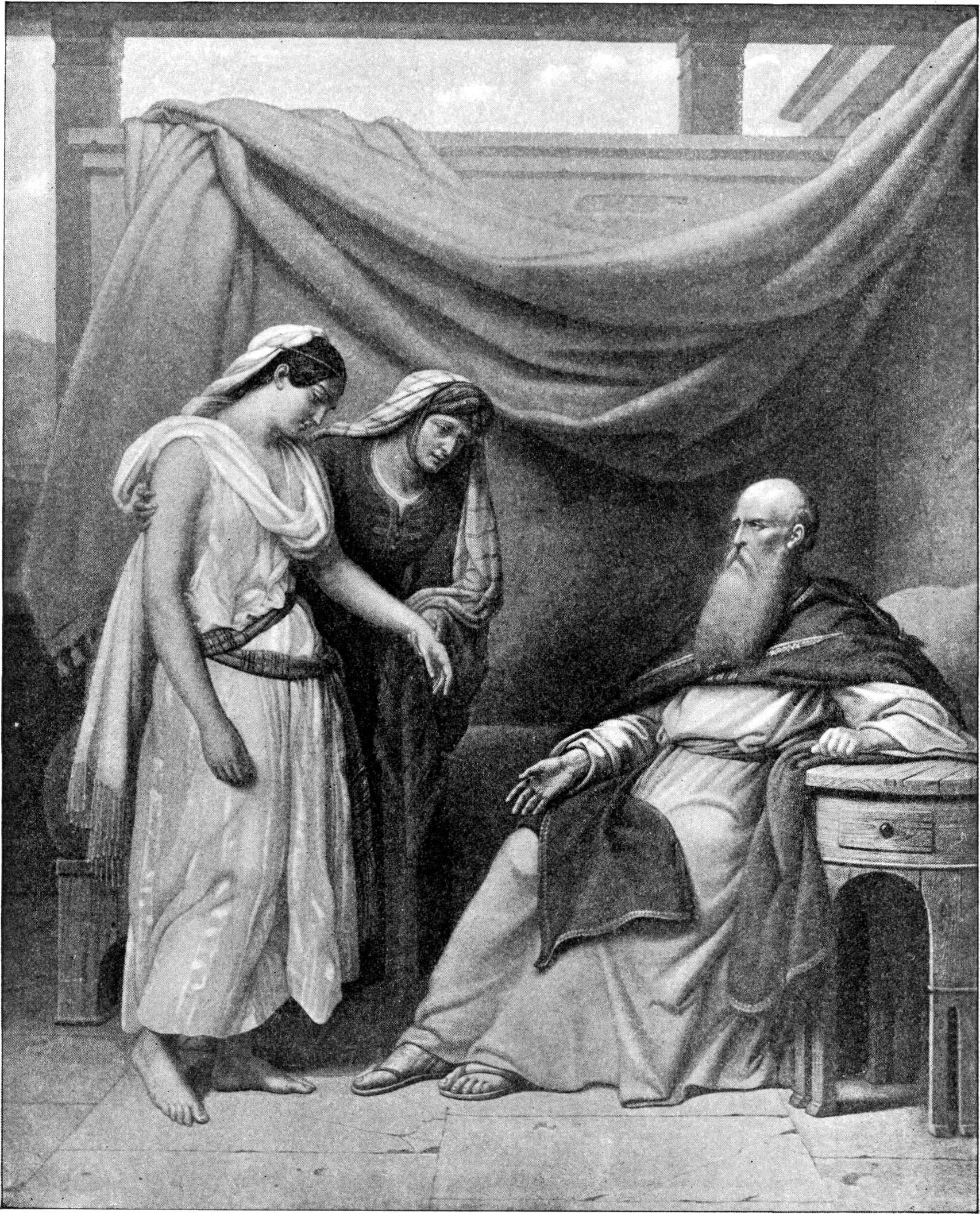
아브라함, 사라, 하갈. 1897년의 삽화.
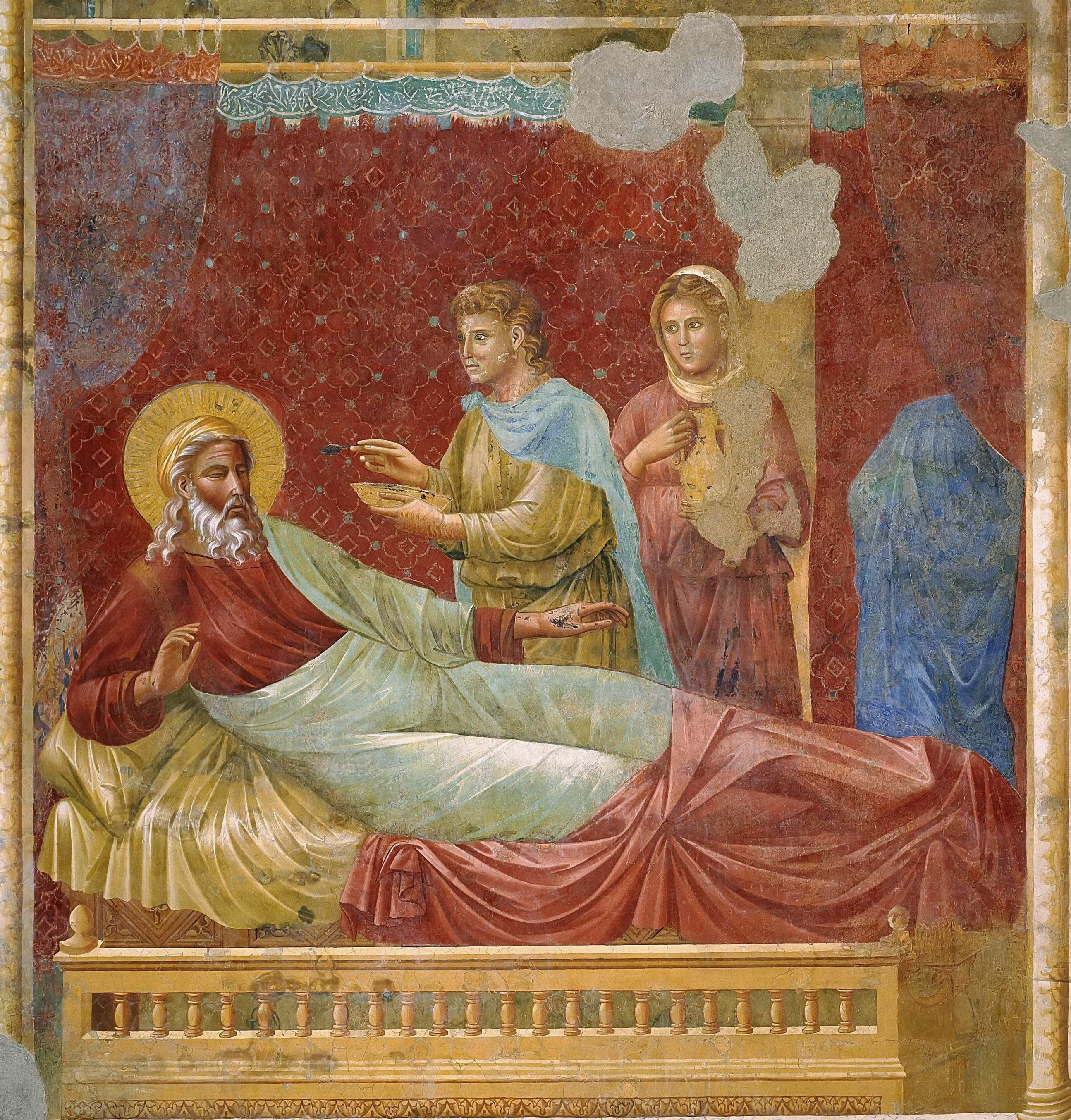
자식들을 축복하는 이사악. 조토 디 본도네의 작품.
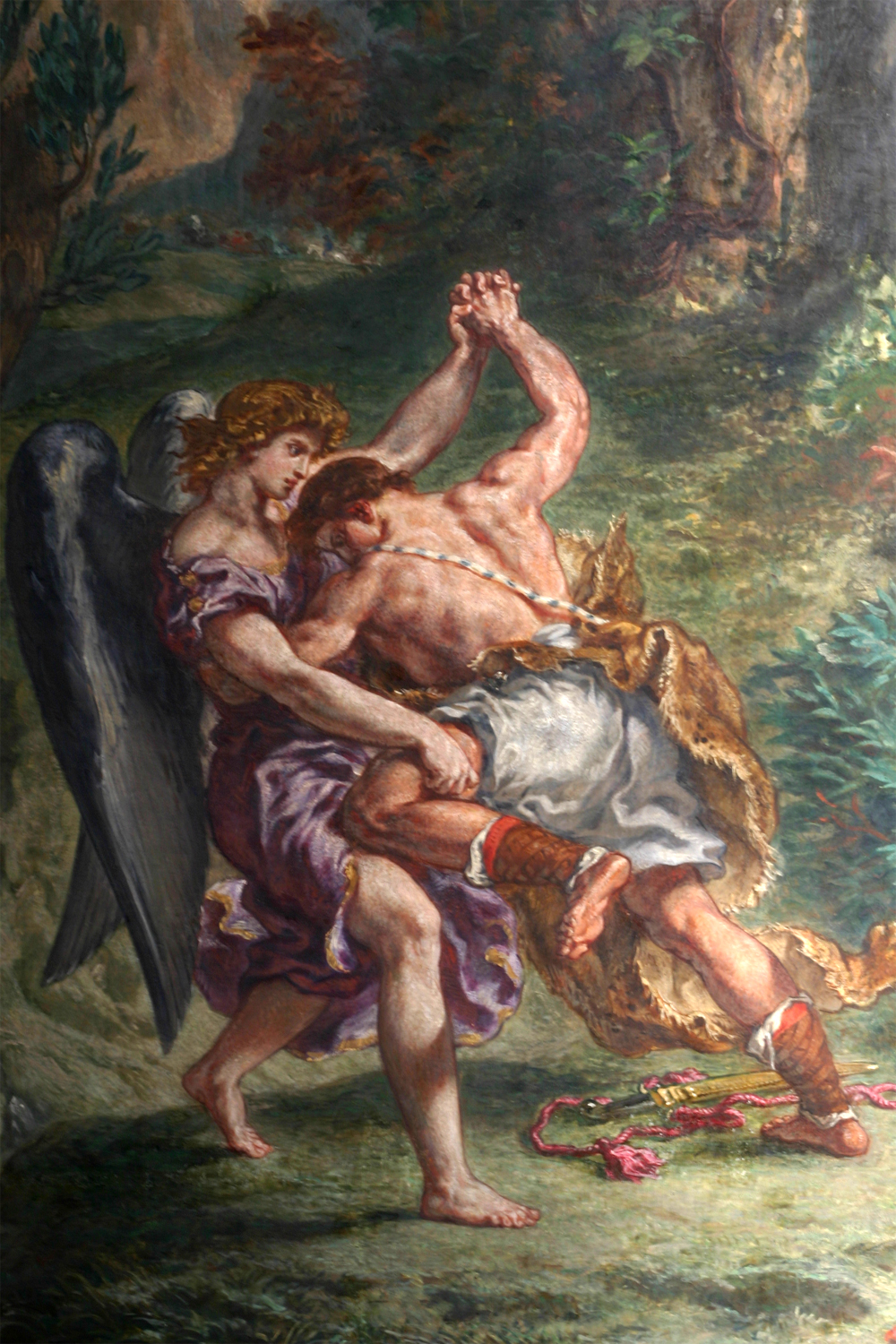
천사와 씨름하는 야곱. 외젠 들라크루아의 작품.

## 아담부터 노아까지의 태조(太祖)
- 검정▄▄/회색▄▄은 70인역 성경에 따른 연표다.
- 금색▄▄/노란색▄▄/갈색▄▄은 시리아 페시타에 따른 연표다.
- 다홍색▄▄/버밀리언▄▄/주홍색/▄▄은 마소라 본문에 따른 연표다.